# Teucholabis scapularis
Teucholabis scapularis är en tvåvingeart som först beskrevs av Pierre Justin Marie Macquart 1838.
Teucholabis scapularis ingår i släktet Teucholabis och familjen småharkrankar. Inga underarter finns listade i Catalogue of Life.